# Frank Rawcliffe
Frank Rawcliffe (Blackburn, 10 dicembre 1921 – 21 dicembre 1986) è stato un calciatore inglese, di ruolo attaccante.

## Carriera
Durante la seconda guerra mondiale giocò come ospite per Southport, New Brighton, Chester, Crewe, Stockport e Liverpool. Nel dopoguerra giocò in seconda serie con il Newport County ed in terza con Swansea (di cui fu capocannoniere stagionale) ed Aldershot. Nella stagione 1949-1950 giocò nella Serie B italiana con l'Alessandria, ma le sue 18 reti in 27 partite non furono sufficienti ad evitare la retrocessione della sua squadra.